# NGC 7436
NGC 7436 ist ein interagierendes Galaxienpaar im Sternbild Pegasus am Nordsternhimmel. Es ist schätzungsweise 331 Millionen Lichtjahre von der Milchstraße entfernt.
Das Objekt wurde am 2. Dezember 1784 von Wilhelm Herschel entdeckt.